# Fläskfilé

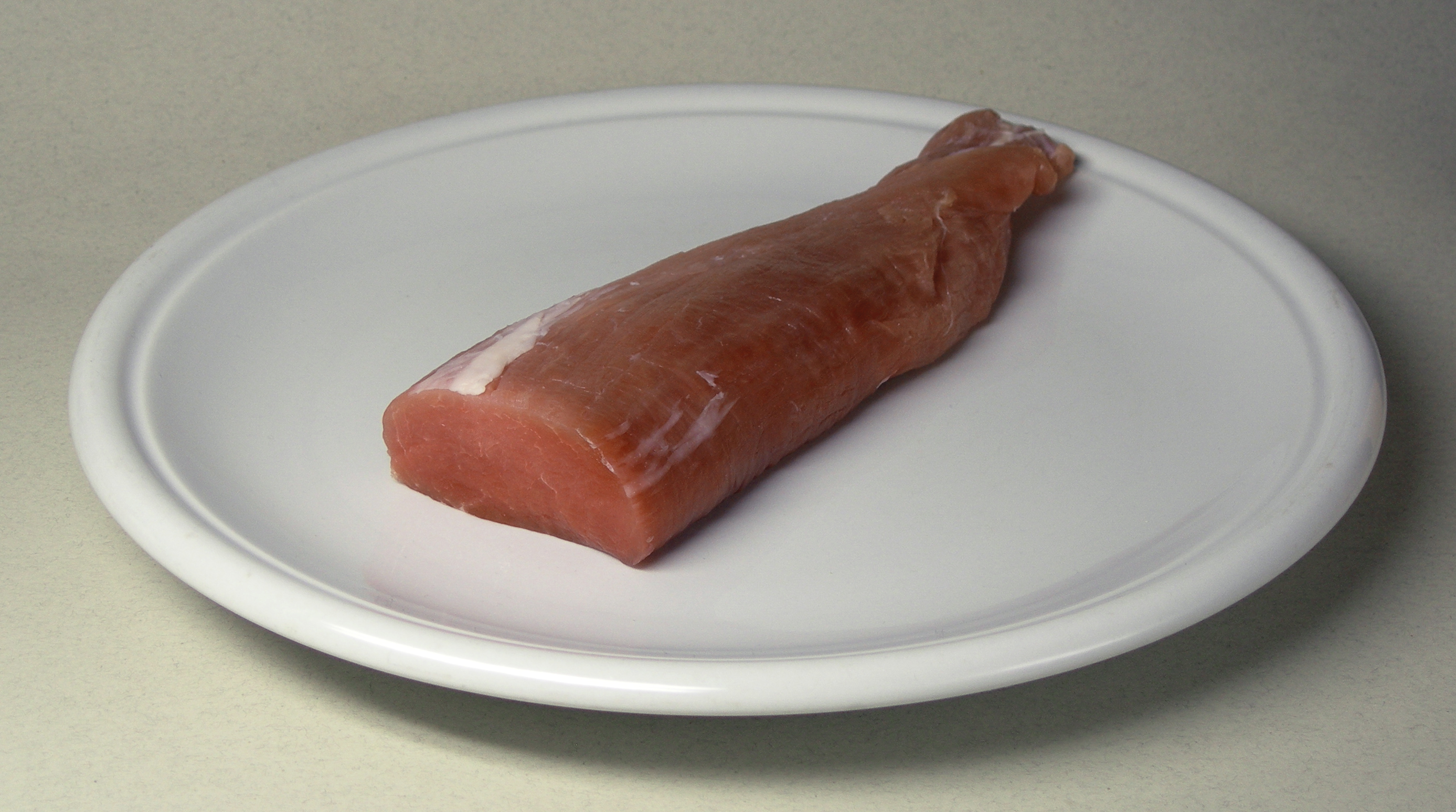
Fläskfilé

Fläskfilé är en lång tunn fläskskärning.
Filén utgör psoas-huvudmuskeln längs den centrala ryggradsdelen, ventralt mot ländryggen. Detta är den möraste av djuret, eftersom dessa muskler används för hållning snarare än rörelse.

## Användning
Fläskfilé säljs ibland redan smaksatt med en marinad.
En regional amerikansk maträtt är en  fläskfilésmörgås (pork tenderloin sandwich) – en tunn skiva, vanligtvis av den större, hårdare loineye (longissimus-muskeln)[källa behövs], som är panerad eller doppad i frityrsmet, friterad och serverad i hamburgerbröd, vanligtvis med senap och lök. Den säljs vanligtvis i USA:s Mellanvästern, särskilt i Iowa och Indiana.
Fläskfilé kan fungera som ett alternativ till oxfilé, eftersom det kan vara lika mört men kostar betydligt mindre.